# Farley (Pontesbury)
Farley – przysiółek w Anglii, w Shropshire, w dystrykcie (unitary authority) Shropshire. Leży 2 km od Pontesbury, i 12 km od miasta Shrewsbury. Farley jest wspomniana w Domesday Book (1086) jako Fernelege.